# راکش کاپور
راکش کاپور (انگلیسی: Rakesh Kapoor) (زاده ۴ اوت ۱۹۵۸) کارآفرین، بازرگان و مدیر ارشد اجرایی هندی است، که در حال حاضر به‌عنوان مدیر عامل اجرایی شرکت رکیت بنکیزر فعالیت می‌کند.